# Elecciones regionales del Valle de Aosta de 2020
Las elecciones regionales del Valle de Aosta de 2020 tuvieron lugar los días 20 y 21 de septiembre de 2020 en el Valle de Aosta, Italia. La elección estaba originalmente programada para el 19 de abril de 2020, pero luego se pospusieron primero hasta el 10 de mayo y luego se retrasó por segunda vez debido a la pandemia de coronavirus en Italia. Tras el decreto aprobado por el Consejo de Ministros el 20 de abril, la elección tuvo lugar entre el 15 de septiembre y el 15 de diciembre.

## Sistema electoral
El Valle de Aosta es una región con estatuto especial. Su sistema electoral tiene la particularidad de ser uno de los únicos en el país junto con el de la región de Trentino-Alto Adigio en el cual no se elige el presidente regional por sufragio directo, sino que es elegido después de las elecciones por los consejeros regionales.
Los 35 consejeros son elegidos por cinco años mediante un sistema proporcional plurinominal con listas abiertas, voto preferencial y doble umbral electoral. Varios partidos pueden participar juntos en las elecciones, pero solo en forma de una lista común de 18 a 35 candidatos. A diferencia de otras regiones, la votación adopta la forma de una votación proporcional tradicional, sin competencia entre los partidos de la misma lista. Sin embargo, los votantes aún tienen la opción de realizar un solo voto preferencial por un candidato de la lista elegida para ascender en su lugar. En la práctica, un elector vota comprobando las siglas de una lista y añadiendo el apellido y nombre o número de un candidato al que desea dar su voto preferencial, sin que esta adición sea obligatoria.
Después de contar los votos, las listas están sujetas a dos umbrales sucesivos. Inicialmente, sólo se cuentan aquellas que han cruzado el cociente electoral, es decir, el número de votos emitidos dividido por el número de escaños a cubrir. Luego, los escaños se distribuyen entre estas listas sobre una base proporcional. En un segundo paso, se eliminan todos aquellos que hayan obtenido un solo escaño según esta distribución. Luego, todos los escaños se distribuyen proporcionalmente a las listas restantes según el método del resto mayor, y a sus candidatos según los votos preferenciales que hayan reunido.
Una vez asignados los escaños a las listas, se contabilizan las preferencias de cada candidato dentro de la lista y se elabora un ranking con nombres.
Los ciudadanos emiten su voto haciendo una marca en la lista elegida. Junto a esto hay líneas especiales para expresar preferencias.
Las preferencias se pueden expresar: 
- escribiendo el nombre y apellido del candidato;
- escribiendo solo el apellido del candidato (en caso de homonimia en los apellidos, también se debe especificar el nombre);
- escribiendo el número correspondiente al candidato.

Si el votante no marca ninguna lista, sino que decide expresar preferencias todas vinculadas a una sola lista, entonces el voto se atribuirá a la lista misma.
La lista líder puede recibir inmediatamente una prima de gobernabilidad de 21 escaños si llega primera con al menos el 42% de los votos, lo que la llevaría a tener una mayoría absoluta en el Consejo Regional. Los escaños restantes se distribuyen proporcionalmente a las diferentes listas. El consejo así elegido procede a la elección por mayoría absoluta del presidente regional y del presidente del consejo.
Estas elecciones son las primeras que se llevan a cabo bajo la ley electoral regional de 2019, que puso fin a los votos preferenciales múltiples e impuso la prohibición a los concejales de cumplir más de tres mandatos consecutivos. La cuota de candidatos de ambos sexos en cada lista también se elevó al 35%, desde el 30% en 2017 y el 20% en 2007.

## Antecedentes
Las elecciones se celebran anticipadamente tras la dimisión del presidente regional Antonio Fosson, cuyo nombre se ha mencionado en una investigación sobre los vínculos entre la mafia calabresa 'Ndrangheta y la clase política del Valle de Aosta. Otros tres miembros del ejecutivo de la región renunciaron en relación con el caso.
Inicialmente programadas para el 19 de abril, las elecciones se posponen por primera vez para el 10 de mayo y luego a una fecha indeterminada debido a la progresión de la pandemia de la enfermedad por coronavirus, que obliga al gobierno italiano a poner en cuarentena a todo el país el día 10 de marzo.
A mediados de abril, el gobierno italiano finalmente decide posponer todas las elecciones regionales a fechas entre el 15 de septiembre y el 15 de diciembre. Finalmente se mantuvieron las fechas del 20 y 21 de septiembre, organizándose la votación en dos días para limitar la presencia simultánea de demasiados votantes en los colegios electorales. Las elecciones se celebran al mismo tiempo que las de otras seis regiones y un referéndum constitucional sobre la reducción del número de parlamentarios.

## Partidos y candidatos
Participarán en la elección los siguientes partidos:
| Partido | Partido                                                       | Ideología principal     | Escaños |
| ------- | ------------------------------------------------------------- | ----------------------- | ------- |
|         | Alianza Valdostana (UVP – ALPE) – Stella Alpina – Italia Viva | Progresismo             | 10      |
|         | Liga Valle de Aosta (incl. Valle de Aosta Joven)              | Populismo de derecha    | 7       |
|         | Unión Valdostana                                              | Centrismo               | 5       |
|         | Movimiento 5 Estrellas                                        | Populismo               | 4       |
|         | Valle de Aosta Unido (incl. Mouv', Juntos)                    | Progresismo             | 3       |
|         | Proyecto Cívico Progresista (incl. PD, RC, EV)                | Socialdemocracia        | 2       |
|         | Valle de Aosta Libre – Partido Animalista                     | Política verde          | 2       |
|         | Centroderecha Valle de Aosta (incl. FdI, FI, NVdA, PNV)       | Conservadurismo liberal | 1       |
|         | Renacimiento Valle de Aosta                                   | Liberalismo             | 0       |
|         | Por la Autonomía                                              | Centrismo               | 0       |
|         | Valle de Aosta Futura                                         | Progresismo             | 0       |
|         | País de Aosta Soberano                                        | Conservadurismo         | 0       |

## Resultados
|                                                         |                                                  |         |        |        |         |    |
| Partidos                                                | Partidos                                         | Votos   | %      | ±%     | Escaños | ±  |
|                                                         | Liga Valle de Aosta                              | 15.837  | 23,90  | +6,84  | 11      | +4 |
|                                                         | Unión Valdostana                                 | 10.470  | 15,80  | -3,45  | 7       | —  |
|                                                         | Proyecto Cívico Progresista                      | 10.106  | 15,25  | +2,32  | 7       | +4 |
|                                                         | Alianza Valdostana – Stella Alpina – Italia Viva | 5.880   | 8,87   | -10,72 | 4       | -3 |
|                                                         | Valle de Aosta Unido                             | 5.397   | 8,14   | +1,01  | 3       | —  |
|                                                         | Por la Autonomía                                 | 4.212   | 6,36   | —      | 3       | +3 |
|                                                         | Centroderecha Valle de Aosta                     | 3.761   | 5,68   | +2,76  | 0       | —  |
|                                                         | Renacimiento                                     | 3.289   | 4,98   | —      | 0       | —  |
|                                                         | Movimiento 5 Estrellas                           | 2.589   | 3,91   | -6,53  | 0       | -4 |
|                                                         | País de Aosta Soberano                           | 1.876   | 2,83   | —      | 0       | —  |
|                                                         | Valle de Aosta Futura                            | 1.761   | 2,66   | —      | 0       | —  |
|                                                         | Valle de Aosta Libre – Partido Animalista        | 1.084   | 1,64   | —      | 0       | —  |
|                                                         |                                                  |         |        |        |         |    |
| Votos válidos                                           | Votos válidos                                    | 66.283  | 91,17  |        |         |    |
| Votos en blanco                                         | Votos en blanco                                  | 2.642   | 3,63   |        |         |    |
| Votos nulos                                             | Votos nulos                                      | 3.777   | 5,20   |        |         |    |
| Total                                                   | Total                                            | 72.702  | 100,00 | —      | 35      | —  |
| Votantes registrados/participación                      | Votantes registrados/participación               | 103.127 | 70,50  |        |         |    |
| Fuente: Región Autónoma del Valle de Aosta – Resultados |                                                  |         |        |        |         |    |

| \| Voto popular \| Voto popular \| Voto popular \| Voto popular \| Voto popular \| \| ------------- \| ------------- \| ------------ \| ------------ \| ------------ \| \| \| \| \| \| \| \| Lega \| Lega \| \| 23.90 % \| 23.90 % \| \| UV \| UV \| \| 15.80 % \| 15.80 % \| \| PCP \| PCP \| \| 15.25 % \| 15.25 % \| \| AV–SA–IV \| AV–SA–IV \| \| 8.87 % \| 8.87 % \| \| VdAU \| VdAU \| \| 8.14 % \| 8.14 % \| \| Pl'A \| Pl'A \| \| 6.36 % \| 6.36 % \| \| CDVdA \| CDVdA \| \| 5.68 % \| 5.68 % \| \| Renacimiento \| Renacimiento \| \| 4.98 % \| 4.98 % \| \| M5S \| M5S \| \| 3.91 % \| 3.91 % \| \| PAS \| PAS \| \| 2.83 % \| 2.83 % \| \| VdAF \| VdAF \| \| 2.66 % \| 2.66 % \| \| VDA LIBRA–PAI \| VDA LIBRA–PAI \| \| 1.64 % \| 1.64 % \| |               |  |         |         |
| Voto popular |               |  |         |         |
| |               |  |         |         |
| Lega | Lega          |  | 23.90 % | 23.90 % |
| UV | UV            |  | 15.80 % | 15.80 % |
| PCP | PCP           |  | 15.25 % | 15.25 % |
| AV–SA–IV | AV–SA–IV      |  | 8.87 %  | 8.87 %  |
| VdAU | VdAU          |  | 8.14 %  | 8.14 %  |
| Pl'A | Pl'A          |  | 6.36 %  | 6.36 %  |
| CDVdA | CDVdA         |  | 5.68 %  | 5.68 %  |
| Renacimiento | Renacimiento  |  | 4.98 %  | 4.98 %  |
| M5S | M5S           |  | 3.91 %  | 3.91 %  |
| PAS | PAS           |  | 2.83 %  | 2.83 %  |
| VdAF | VdAF          |  | 2.66 %  | 2.66 %  |
| VDA LIBRA–PAI | VDA LIBRA–PAI |  | 1.64 %  | 1.64 %  |

### Participación
| Región                                                     | Hora       | Hora       | Hora       | Hora     |
| Región                                                     | Domingo 20 | Domingo 20 | Domingo 20 | Lunes 21 |
| Región                                                     | 12:00      | 19:00      | 23:00      | 15:00    |
| ---------------------------------------------------------- | ---------- | ---------- | ---------- | -------- |
| Valle de Aosta                                             | 17,66%     | 42,68%     | 54,16%     | 70,50%   |
| Fuente: Región Autónoma del Valle de Aosta – Participación |            |            |            |          |

## Repercusiones y votación de investidura
Después de discusiones entre la Unión Valdostana (UV), el Partido Democrático (PD) y Stella Alpina (SA), Erik Lavévaz de UV fue elegido presidente de la región el 15 de octubre de 2020, para reemplazar a Renzo Testolin, el presidente interino.
El nuevo gabinete está compuesto por 3 miembros de UV (presidente y dos ministros), 3 de Proyecto Cívico Progresista (con la presidencia del Consejo del Valle de Aosta), 2 miembros de Alianza Valdostana (Luigi Bertschy y Carlo Marzi) y 1 miembro de VdA Unido.
| Candidato    | Fecha                                                     | Voto |    |   | PCP | AV | VdAU | Pl'A | Total |
| ------------ | --------------------------------------------------------- | ---- | -- | - | --- | -- | ---- | ---- | ----- |
| Candidato    | Fecha                                                     | Voto |    |   |     |    |      |      | Total |
| Erik Lavévaz | 15 de octubre de 2020 Mayoría requerida: Absoluta (18/35) | Sí   |    | 7 | 7   | 4  | 3    |      | 21/35 |
| Erik Lavévaz | 15 de octubre de 2020 Mayoría requerida: Absoluta (18/35) | No   | 11 |   |     |    |      | 3    | 14/35 |
| Erik Lavévaz | 15 de octubre de 2020 Mayoría requerida: Absoluta (18/35) | Abs. |    |   |     |    |      |      | 0/35  |